# Bernard Fiévé
 (juin 2020).
Bernard Fiévé, né le 15 septembre 1923 à Juvisy-sur-Orge et mort le 14 janvier 2017 à Céret, est un artiste graphique français de dessin animé, dessinateur de décors et décorateur-ensemblier de cinéma.

## Biographie
Bernard Fiévé suit des études secondaires au collège Saint-Charles à Athis-Mons, puis au lycée Janson-de-Sailly à Paris. Pendant son adolescence, il devient l’élève du peintre Camille Lambert (1874-1964), professeur aux Beaux-Arts de Paris, qui saura persuader ses parents de le laisser poursuivre ses études supérieures à l’École nationale supérieure des arts décoratifs de Paris. Au cours de ses études, ce passionné de jazz, qui avait suivi enfant une formation classique de violoncelliste, devient alors contrebassiste et se produit dans plusieurs formations du Quartier latin et de Saint-Germain-des-Près. 
Diplômé le 17 juin 1943 de la section de Décoration industrielle de l’École nationale supérieure des arts décoratifs de Paris, Bernard Fiévé entre en 1948 comme décorateur aux Gémeaux, la société de production de dessins animés fondée en 1936 par Paul Grimault et André Sarrut, qui travaillaient alors sur le film La Bergère et le Ramoneur. Là, aux côtés de Paul Grimault, il rencontre Jean Aurenche, Pierre et Jacques Prévert, devient l'ami de toujours de ses condisciples Roger Duclent, Gilbert et Simone Dubrisay, Marcel Saufnai, Philippe Landrot. Au cours des années passées aux Gémeaux, Bernard Fiévé dessine et peint de nombreux décors pour La Bergère et le Ramoneur (1952) (Le Roi et l'Oiseau, 1980, Prix Louis-Delluc), dont celui de la chambre du roi. 
Après la faillite des Gémeaux en 1952, en raison des grandes difficultés financières rencontrées par Paul Grimault et Jacques Prévert pour terminer le film La bergère et le ramoneur, Bernard Fiévé entre à La Comète, la société de film publicitaire créée la même année par André Sarrut, où il retrouve un grand nombre de ses condisciples des Gémeaux. 
Il travaille alors, jusqu’en 1968, sur plus de 400 films (pour la France, l’Allemagne, l’Angleterre, l’Italie, l’Espagne, les États-Unis) pour lesquels il réalise des décors de dessin animé, tout en s’initiant peu à peu au décor de cinéma en prise de vue réelle. Au cours de ces années, il crée les décors de films pédagogiques pour l’Éducation nationale et ceux d’émissions audiovisuelles pour le CNDP (Centre national de recherches pédagogiques).

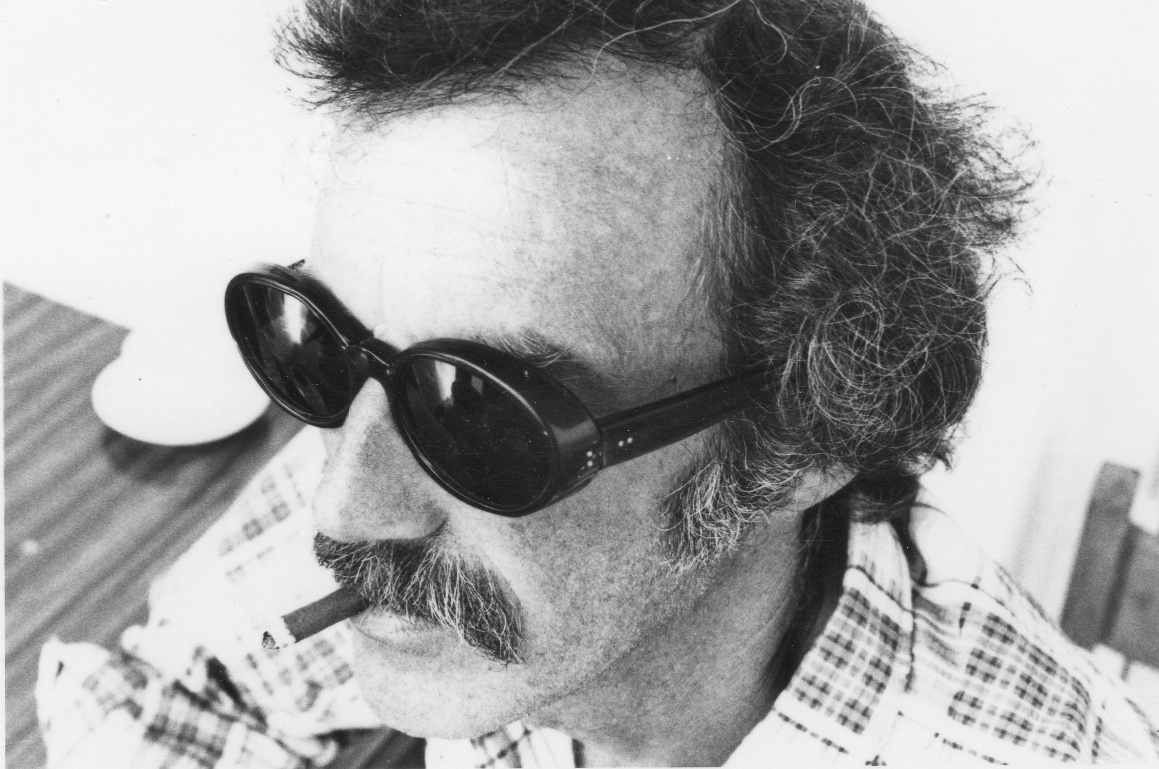
Bernard Fiévé en 1978.

Après avoir quitté la Comète en 1968, Bernard Fiévé se met à son compte et se tourne vers le décor de cinéma en prise de vue réelle. Chef décorateur, il réalise alors plus d'une centaine de décors de films publicitaires et travaille avec de nombreux réalisateurs, dont Jean Becker, Jean-Jacques Annaud, Michel Deville, Just Jaeckin, Francis Girod, Yves Robert, Georges Lautner, Christian Ferlet, et les producteurs Alain Jérôme, Pierre Tchernia ou Pierre Bellemare. 
Tout en poursuivant son activité de décorateur cinéma, Bernard Fiévé demeure chef décorateur de plusieurs dessins animés long métrage ou pour des productions TV : Il était une fois… l'Homme, une série télévisée française d'animation créée par Albert Barillé pour les studios Procidis et diffusée en 1978, La Ballade des Dalton film français d'animation réalisé par René Goscinny et Morris (1978) produit par Dargaud-Films, Lucky Luke, série télévisée d'animation réalisée par Philippe Landrot, produite par les studios IDDH et diffusée en 1991, Paddington produit par la société de production Living Doll.